# Picea asperata var. ponderosa
Picea asperata var. ponderosa Rehder & E.H.Wilson, 1914, è una rarissima varietà naturale di P. asperata appartenente alla famiglia delle Pinaceae, nativa di una località del Balang Shan nella parte occidentale del Sichuan, in Cina.

## Etimologia
Il nome generico Picea, utilizzato già dai latini, potrebbe, secondo un'interpretazione etimologica, derivare da Pix picis = pece, in riferimento all'abbondante produzione di resina. Il nome specifico asperata deriva dal termine latino aspera = duro, in riferimento alla consistenza degli aghi . L'epiteto ponderosa deriva dal latino (da pondus = peso), e si riferisce alle grandi dimensioni dei coni.

## Descrizione
Questa varietà si distingue da P. asperata per i coni di grandi dimensioni, lunghi 12-15 cm e larghi 4-4,5 cm, dai macrosporofilli coriacei, con punte normalmente emarginate, lievemente elongate e ricurve.

## Distribuzione e habitat
Vegeta in alta montagna dai 1500 ai 3800 m di quota, prediligendo suoli podzolici; il clima di riferimento è continentale, caratterizzato da inverni freddi e estati secche (precipitazioni annue inferiori ai 500 mm). Cresce in foreste prevalentemente pure nei versanti settentrionali, o miste in associazione con altre specie di Picea, nel sud del Gansu anche con Abies nephrolepis; tra le caducifoglie è prevalente l'associazione con Betula albo-sinensis.

## Tassonomia
Questa varietà venne descritta nel 1916 da Alfred Rehder e Ernest Henry Wilson in Plantae Wilsonianae, opera che elencava le piante scoperte e collezionate nella Cina occidentale per l'Arnold Arboretum dell'Università di Harvard.

## Usi
Lo sfruttamento del suo legno per l'industria cartaria e, in forma minore, in edilizia, riveste un importante ruolo economico in Cina; con la deforestazione conseguente, P. asperata è sopravvissuta solo nelle località meno accessibili, e per questo motivo si sono resi necessari impianti artificiali, che tuttavia non sono in grado di soddisfare la domanda del mercato. Esistono molte cultivar, in Europa e in America,  derivate da semi collezionati all'inizio del ventesimo secolo da alcuni esploratori, commercializzate come alberi ornamentali.

## Conservazione
Vegeta in una sola località con areale primario stimato di 5-10 km² e con una popolazione molto piccola. Pur essendo protetta, è presumibile che il rischio di deforestazione illegale sia concreto. Viene pertanto classificata come Specie in pericolo critico nella Lista rossa IUCN.